# Mixopsis leodorata
Mixopsis leodorata är en fjärilsart som beskrevs av Achille Guenée 1858. Mixopsis leodorata ingår i släktet Mixopsis och familjen mätare. Inga underarter finns listade i Catalogue of Life.